# (25173) 1998 SN71
1998 SN71 (asteroide n.º 25173) es un asteroide de la cinturón principal. Posee una excentricidad de 0.02049270 y una inclinación de 3.26867º.
Este asteroide fue descubierto el 21 de septiembre de 1998 por Eric Walter Elst en La Silla.